# السلطة على الحياة
السلطة على الحياة (biopouvoir/biopower) هو نوع من السلطة التي تمارس على حياة الأفراد والناس، وفقا للفيلسوف الفرنسي ميشيل فوكو. 